# 경이로운 세상
《경이로운 세상》은 OBS 경인TV에서 방영중인 시사 교양 프로그램이다.